# Palm Pre
Palm Pre (пишется palm prē, от англ. pre- «перед-»), с кодовым названием Castle — мультимедийный коммуникатор с мультисенсорным дисплеем и выдвигающейся клавиатурой, разработанный компанией Palm.  Коммуникатор стал первым из линейки устройств компании, базирующихся на основанной на Linux операционной системе WebOS. 
Функциональность Pre включала в себя: камерафон, портативный медиаплеер, GPS-навигатор, Интернет-клиент (с поддержкой SMS и e-mail), веб-браузер и подключение по Wi-Fi.
Первый в мире аппарат с беспроводной зарядкой.
Pre был представлен 6 июня 2009 в сети североамериканского оператора Sprint, а позже у канадского Bell. 
GSM-версия оригинальной модели Pre была представлена позже в 2009 году в различных сетях Европы и Мексики.  
Обновленная модель Palm Pre Plus, с удвоенным объемом ОЗУ и внутреннего хранилища, была представлена 25 января 2010 года в сети оператора Verizon Wireless. 
15 мая 2010 года GSM-версия Palm Pre Plus представлена в сети североамериканского оператора AT&T Mobility. 
Коммуникатор Pre получил ряд престижных наград, включая CNET's Best in Show, Best in Category: Cell Phones & Smartphones, и People's Voice for CES 2009.